# ثلم حنجري رغامي

الثلمة الحنجرية تظهر في الرسم.

الثلم الحنجري الرغامي هو جزء سابق لـلحنجرة والرغامي.
يظهر رديم الجهاز التنفسي على أنه ثلم طولي وسيط في الجدار البطني للبلعوم. يتعمق الثلم وتندمج الشفاه لتشكل الحاجز الذي ينمو من أعلى ويحول الثلم إلى أنبوب، وهو الثلم الحنجري الرغامي (أو الأنبوب الحنجري الرغامي)، كما تنفتح النهاية الرأسية في البلعوم عن طريق فتحة تشبه الشق تشكلت عن طريق الجزء الأمامي للثلم. تكون النهاية الرأسية في البداية في اتصال مفتوح مع المعي الأمامي لكن في النهاية تصبح مفصولة عن طريق المسافات البادئة للأديم المتوسط، وهي الطيات الرغامية. عندما تندمج الطيات الرغامية في الخط الناصف لتشكل حاجزًا رغاميًا، ينقسم المعي الأمامي إلى بطني رغامي وظهري مريء. تتم محاذاة الأنبوب عن طريق الأديم الباطن وفيه تنمو البطانة الظاهرية للجهاز التنفسي. والجزء الرأسي من الأنبوب يصبح الحنجرة، والجزء الذي يليه الرغامية، بينما من نهايته الذيلية يوجد امتدادان جانبيان، وهما براعم الرئتين اليمنى واليسرى، حيث ينشأ عنها فرع في المجرى الرئيس (أولي) وفصي (ثانوي) وقطعي (ثالثي)، وقصبات القطع الفرعية التي تؤدي إلى تطوير الرئتين. ويبدو أن كلاً من مجمع هوكس، وعامل نمو الخلايا الليفية 10 (FGF-10)، وبروتين العظام المُخلق (N-myc) و(الجين الروري) وسَنْدِيكان (بروتيوغلَيكان) وتيناسين (بروتين مصفوف خارج الخلية) والإيبومورفين (بروتين) تلعب دورًا في نمو الجهاز التنفسي.

## وصلات خارجية
- http://www.uoguelph.ca/zoology/devobio/210labs/lung1.html
- http://embryology.med.unsw.edu.au/Notes/respire.htm